# Engañada
Engañada es una telenovela venezolana Producida y transmitida por Venevisión en el año 2003. Distribuida por Venevisión Internacional. Escrita por Vivel Nouel, y adaptada por Benilde Ávila.
Está protagonizada por Verónica Schneider y Jorge Aravena, y con la participación antagónica de Desideria D'Caro, Karl Hoffman,Carlota Sosa y Bebsabé Duque.

## Sinopsis
Marisela Ruiz Montero, una hermosa joven, dulce y sencilla, que crece sola con su madre, una mujer valiente y emprendedora: Rosalinda Ruiz Montero, quien con apenas 17 años descubre que está embarazada, por esto se ve obligada a renunciar al amor de su vida, el padre de Marisela, Fernando Valderrama, un joven arquitecto casado con Flavia Rengifo, la ambiciosa y malvada hermana de la acaudalada Laura Rengifo. 
Marisela conoce a Gabriel Reyes Bustamante, hijo del prestigioso abogado, Ignacio Reyes, después de un cómico y extraño encuentro en la cascada de la hacienda Las Pomarrosas; propiedad que Ignacio acaba de comprar. Entre Gabriel y Marisela nace un amor a primera vista, pero entre ellos existe un gran obstáculo, su media hermana: Isadora Valderrama Rengifo, la maquiavélica prometida de Gabriel e hija de Flavia y Fernando quien se convertirá en la más férrea y peligrosa opositora de la noble Marisela.
Gabriel y Marisela lucharan por su amor tratando de enfrentar los obstáculos de la vida.

## Elenco
- Verónica Schneider - Marisela Valderrama Ruiz Montero / Rosalinda Ruiz Montero
- Jorge Aravena - Gabriel Reyes Bustamante
- Desideria D'Caro - Isadora Valderrama Rengifo
- Karl Hoffman - Alfonso Malavé
- Yanis Chimaras - Fernando Valderrama
- Jorge Palacios - Ignacio Reyes / Braulio Reyes
- Carlota Sosa - Flavia Rengifo de Valderrama
- Raúl Amundaray - Doctor Raúl Anselmi
- Caridad Canelón - Aurora Leal
- Gigi Zanchetta - Arelys Anselmi de Pantoja
- Eduardo Luna - Diego Núñez
- Alejandro Chabán - Daniel Viloria Ruiz Montero
- Bebsabé Duque  -  Nancy Guerra
- Ana Corina Milman - Coralito
- Asdrúbal Blanco - Marcos Blanco
- Gabriel Parisi -  Giancarlo Núñez Anzola
- Astrid Carolina Herrera - Yolanda Ventura
- Carlos Augusto Maldonado - Víctor Manuel Peñaloza "El gavilan"
- Carlos Olivier - Miguel Pantoja
- Chelo Rodríguez - Volcán
- Javier Rivero - René
- Daniel Elbittar -  Ricardo Viloria Ruiz Montero
- Daniela Bascopé -  Gabriela Inés Reyes Valderrama
- Estelín Betancor - Laura Rengifo de Ruiz Montero
- Federico Moros - Cristian Pantoja Anselmi
- Fernando Villate - Napoleón
- Ana Massimo - La Nena Monsalvé
- Gabriela Guédez - Diana
- Guadalupe Quintana - Carla
- Janín Barboza - Patricia Anzola
- Jhonny Zapata - Eloy Cedeño
- Yenny Valdéz - Cachita
- Jimmy Verdúm - Percy Pantoja
- Johanna Morales - Abril Jiménez
- Josué Villaé - Tomás
- Judith Vásquez - Raiza
- Kassandra Tepper - Mirna Mogollón
- Alberto Alifa - Reynaldo Cárdenas
- Luis Manuel Nessy - Rambo
- Luis Pérez Pons - Guillermo
- Luisana Beiloune - Isabella Malavé
- Maritza Bustamante - Jennifer Cárdenas
- Mauricio González - Ramón Jiménez
- Metzly Gallardo - Lourdes Santaella
- Milena Santander León - Candelaria "Candela" Peñaloza
- Patricia Oliveros - Yajaira
- Pedro Lander - Padre Juan
- Rafael Romero - Jesús Viloria
- Regino Jiménez - Padre Venancio
- Reina Hinojosa - Chela
- Roberto Messuti - Sergio Monasterios
- Vanessa Fanessi - Celine
- Yajaira Orta - Bernarda Jiménez
- Pablo Martin -

## Datos
- Las tomas exteriores del campo fueron filmadas en el Parque de la Flora Exótica de Yaracuy y Hacienda de Santa Teresa de Aragua en Venezuela.